# Sound of the Saints
Sound of the Saints — десятый и финальный студийный альбом американской христианской рок-группы Audio Adrenaline, выпущенный 4 мая 2015 года на лейблах Fair Trade Services и Columbia Records. Это единственный альбом, выпущенный без оригинальных участников состава. Audio Adrenaline работали с Сетом Мосли над созданием этого альбома.

## История
Этот альбом следует за их альбомом 2013 года Kings & Queens. Новый диск был выпущен Fair Trade Services совместно с Columbia Records. Выход альбома был запланирован на 4 мая 2015 года и это их десятый студийный альбом.
Одна из крупнейших христианских рок-групп 1990-х годов Audio Adrenaline из Кентукки спустя два года вернулась с десятым студийным альбомом 2015 года Sound of the Saints. Это первый альбом, в котором вокальные партии исполняет фронтмен Stellar Kart Адам Эйджи (Adam Agee). Спродюсированный вокалистом Me in Motion Сетом Мосли (Jeremy Camp, For King & Country) и Джошуа Сильвербергом (Newsboys, Michael W. Smith), Sound of the Saints представляет собой эклектичную смесь звуков, от корневого американского рока стиля американа до неистового поп-панка и гимнических богослужебных номеров, а также несколько электронных композиций, пропитанных танцами. В альбом Sound of the Saints вошёл сингл «Love Was Stronger».

## Отзывы
| Оценки критиков             | Оценки критиков |
| Источник                    | Оценка          |
| --------------------------- | --------------- |
| 365 Days of Inspiring Media | [ 5 ]           |
| CCM Magazine                | [ 6 ]           |
| Christ Core                 | 9.8/10          |
| Christian Music Review      | 3.5/5           |
| CM Addict                   | [ 9 ]           |
| Cross Rhythms               | [ 10 ]          |
| Jesus Freak Hideout         | ·               |
| New Release Tuesday         | [ 14 ]          |

Альбом получил положительные отзывы от музыкальных критиков. Джастин Сарачик, написавший положительную рецензию для Breathecast, говорит: «Sound of the Saints колеблется между поп-музыкой, поклонением, поп-панком и EDM и, несомненно, заинтересует молодых людей поклонением и христианской музыкой в целом». В рецензии из трёх из пяти звёзд от CCM Magazine Грейс С. Аспинуолл пишет: «Адам Эйджи… привносит более яркий вокал и хрустящее музыкальное чувство… [что] продюсер Сет Мосли создал коллекцию, которую есть за что любить». Наградив альбом тремя с половиной звёздами, Сара Файн из New Release Tuesday пишет: «В этом проекте есть несколько ярких пятен, и каждое из них говорит о том, что может быть впереди у этой талантливой группы аутсайдеров». ДеВейн Хэмби, рецензируя альбом для Charisma, пишет: «Sound of the Saints — это приятная коллекция ободрения, похвалы и вдохновения, которая может стать толчком к развитию группы и сохранить её наследие на долгие годы».
Тони Каммингс в своей рецензии на Cross Rhythms, получившей восемь из десяти, говорит, что «в альбоме всё ещё есть что оценить», несмотря на то, что Кевин Макс покинул группу. Джонатан Андре в четырёхзвёздочной рецензии на сайте 365 Days of Inspiring Media отвечает: «Независимо от того, воспринимаем ли мы их сейчас как Audio Adrenaline или Stellar Kart, то, что Адам и члены группы сделали в альбоме, — это нечто удивительное: смешав рок, поклонение, поп, даже немного панка, они выдали один из самых приятных и хорошо сделанных альбомов года на данный момент». Сигнализируя в рецензии на три с половиной балла из пяти для Christian Music Review, Эйприл Ковингтон пишет: «Хотя Sounds of the Saints имеет ощущение Audio A, уникальность и качество не идут ни в какое сравнение с оригиналом». Джон Оунби в трёхзвёздочной рецензии для CM Addict заявил: «Хотя альбом хорош, трудно поддержать артистов, стоящих за ним». Оценив альбом в 9,8 балла из десяти на сайте Christ Core, Филипп Ноэлл заявил: «Sound of the Saints — отличный альбом».

## Коммерческие показатели
Альбом занял 69-е место в американском основном хит-параде Billboard 200 30 марта 2013 года и 1-е в чарте Christian Albums (второй чарттоппер группы).

## Список композиций
| №                   | Название              | Автор(ы)                                  | Длительность |
| ------------------- | --------------------- | ----------------------------------------- | ------------ |
| 1.                  | «Move»                | Adam Agee, Seth Mosley                    | 3:58         |
| 2.                  | «Love Was Stronger»   | Josiah Meeker, Colby Wedgeworth           | 3:40         |
| 3.                  | «Sound of the Saints» | Agee, Jared Anderson, Mosley, Mark Stuart | 3:29         |
| 4.                  | «Out of the Fire»     | Agee, Micah Kuiper, Morgan                | 2:52         |
| 5.                  | «Miracles»            | Jeremiah Jones, Morgan                    | 4:00         |
| 6.                  | «Rejoice»             | Agee, Josiah Prince, Sam Tinnesz          | 3:42         |
| 7.                  | «Spirit Burn»         | Marc James, Dan Wheeldon                  | 4:18         |
| 8.                  | «Saved My Soul»       | Agee, David Moffit, Mosley                | 2:51         |
| 9.                  | «So Can I»            | Eric Arjes, Dan Bremnes, Juan Otero       | 3:54         |
| 10.                 | «World Changers»      | Agee, Kuiper, Morgan                      | 3:38         |
| Общая длительность: | Общая длительность:   | Общая длительность:                       | 36:22        |

| №   | Название | Длительность |
| --- | --- | ------------ |
| 11. | «Kings & Queens» (Альбом был переиздан 29 июня 2015 года с этой перезаписью песни «Kings & Queens» в исполнении Адама Эйджи (Adam Agee).) | 3:50         |

## Чарты
| Чарт (2015)                      | Высшая позиция |
| -------------------------------- | -------------- |
| США (Billboard 200)              | 69             |
| США (Billboard Christian Albums) | 1              |
| США (Billboard Digital Albums)   | 22             |
| США (Billboard Top Rock Albums)  | 8              |